# Csepeli-síkság
Csepeli-síkság är en slätt i Ungern. Den ligger i den centrala delen av landet, 40 km söder om huvudstaden Budapest.